# Charytoniwka (Schytomyr)
Charytoniwka (ukrainisch Харитонівка; russisch Харитоновка Charitonowka, polnisch Charytanówka) ist ein Dorf in der ukrainischen Oblast Schytomyr mit etwa 450 Einwohnern (2001).

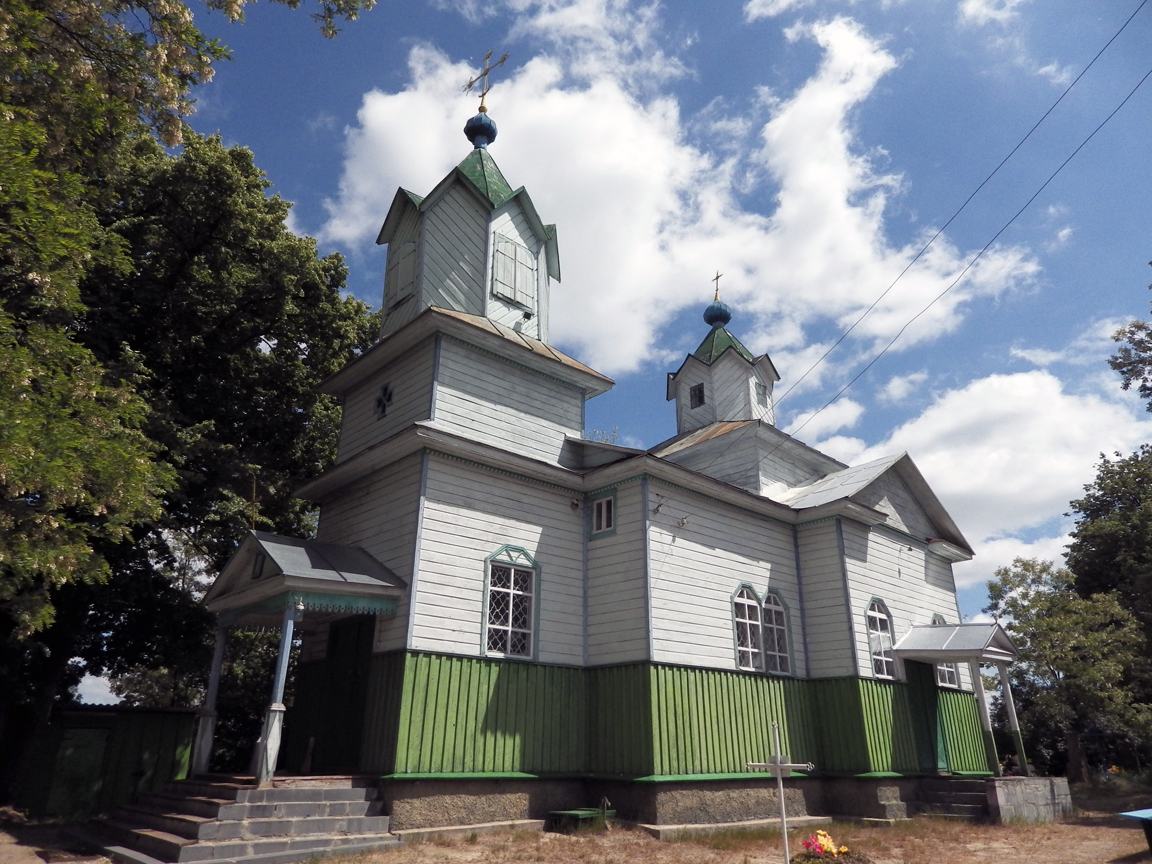
Orthodoxe Maria-Magdalena-Kirche; Holzkirche von 1918

Das 1636 gegründete Dorf liegt im Rajon Schytomyr in der historischen Landschaft Polesien auf einer Höhe von 159 m am rechten Ufer des Teteriw. Das ehemalige Rajonzentrum Korostyschiw befindet sich 6 km nordöstlich das Oblastzentrum Schytomyr 30 km westlich von Charytoniwka.

## Verwaltungsgliederung
Am 2. November 2018 wurde das Dorf zum Zentrum der neugegründeten Landgemeinde Charytoniwka (ukrainisch Харитонівська сільська громада/Charytoniwska silska hromada), zu dieser zählen auch noch die 12 in der untenstehenden Tabelle aufgelistetenen Dörfer, bis dahin bildete es zusammen mit den Dörfern Hlybotschok, Mamryn, Roskydajliwka, Rudnja und Smoliwka die gleichnamige Landratsgemeinde Charytoniwka (Харитонівська сільська рада/Charytoniwska silska rada) im Zentrum des Rajons Korostyschiw.
Am 17. Juli 2020 kam es im Zuge einer großen Rajonsreform zum Anschluss des Rajonsgebietes an den Rajon Schytomyr.
Folgende Orte sind neben dem Hauptort Charytoniwka Teil der Gemeinde:
| Name                     | Name            | Name                             |
| ukrainisch transkribiert | ukrainisch      | russisch                         |
| ------------------------ | --------------- | -------------------------------- |
| Hlybotschok              | Глибочок        | Глубочок (Glubotschok)           |
| Horichowe                | Горіхове        | Горихово (Gorichowo)             |
| Kulischiwka              | Кулішівка       | Кулишовка (Kulischowka)          |
| Mamryn                   | Мамрин          | Мамрин (Mamrin)                  |
| Maschyna                 | Машина          | Машина (Maschina)                |
| Ossykowe                 | Осикове         | Осыково (Ossykowo)               |
| Ossykowyj Kopez          | Осиковий Копець | Осыковый Копец (Ossykowy Kopez)  |
| Roskydajliwka            | Розкидайлівка   | Раскидайловка (Raskidailowka)    |
| Rudnja                   | Рудня           | Рудня (Bykow)                    |
| Schachworostiwka         | Шахворостівка   | Шахворостовка (Schachworostowka) |
| Smoliwka                 | Смолівка        | Смоловка (Smolowka)              |
| Trykopzi                 | Трикопці        | Три Копцы (Tri Kopzy)            |